# Мариба
Мариба (англ. Mareeba) — город в северо-восточной части австралийского штата Квинсленд. Население города по оценкам на 2016 год составляло примерно 11079 человек. Город находится в составе графства Мариба Шир, население которого — 21557 человек (2016 год). Город располагается на территории слияния реки Бэррон с Гранитным и Изумрудным ручьём, поэтому его название происходит от аборигенного слова, обозначающего встреча вод.

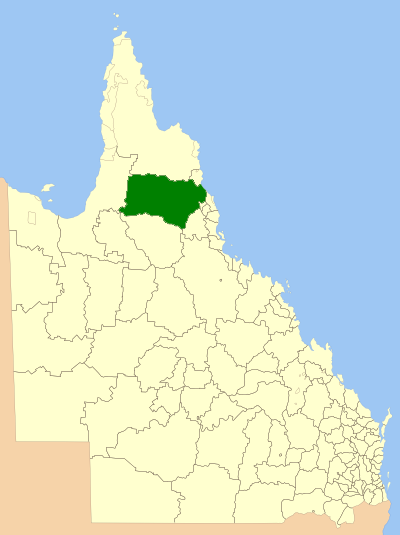
Расположение района

## История
До прихода европейцев территория около Марибы была населена Мулуриджийцами. 26 мая 1875 года Джеймс Венчер Маллиган стал первым европейцем, увидевшим будущую территорию города, когда он проехал по восточному берегу реки Бэррон и миновал узлы Изумрудного и Гранитного ручья.
В 1877 году Джон Атертон с другими европейцами и скотом впервые прибыл в Изумрудный край, который сегодня находится к северу от города. После появления в 1893 году железной дороги, город стал оживленным.
Первое почтовое отделение открылось 25 августа 1893 года. Ещё одно почтовое отделение Mareeba Diggings было открыто в 1893 году, но в 1905 оно закрылось.
С 1942 по 1945 год около 10000 австралийских и американских военнослужащих использовали аэропорт Мариба в качестве плацдарма для боев в Новой Гвинее и в Тихом океане. Американцы назвали его «Поле Хоуэта» в честь майора Дина Кэрола Хоуэта, который был убит 16 августа 1942 года. Подразделения, базировавшиеся на Марибе во время Второй мировой войны, включали в себя Эскадрилью №5, Эскадрилью №100 и других.
Государственная школа открылась 28 августа 1893 года. Государственная средняя школа Мариба открылась 25 января 1960 года.
Первая библиотека была открыта в 1958 году и в 1985 году была капитально отремонтирована.

## Экономика
Большинство жителей занимается выращиванием разнообразных культур, в том числе авокадо, манго, личи, лонган, сахарный тростник, кешью, макадамия, бананы, ананасы, масло чайного дерева и кофе. Животноводство также распространено (крупный рогатый скот и птицы). Туризм также является частью местной экономики.